# Mervyn Haisman

Mervyn Haisman est un scénariste britannique né le 15 mars 1928 et mort le 29 octobre 2010. Il est principalement connu dans les années 1960 à 1980 pour ses scénarios pour des séries télés de science-fiction et des soap opera. 

## Carrière
Né en 1928 à Londres, Mervyn Haisman se tourne très vite vers la carrière de scénariste. En 1967 il écrit un épisode de la série "Dr. Finlay's Casebook." À la même époque il forme un partenariat avec le scénariste Henry Lincoln, et ensemble ils écrivent des épisodes de la série Doctor Who à l'époque où Patrick Troughton tenait le rôle principal. Ils rédigent ensemble  « The Abominable Snowmen » et « The Web of Fear » pour laquelle ils créeront des monstres comme les Yétis et la Grande Intelligence. Néanmoins, ils entrent en désaccord avec la production de la série à propos de coupes sur l'épisode « The Dominators » et signeront l'épisode sous le pseudonyme de "Norman Ashby." Les deux scénaristes signeront aussi un épisode de la série Emergency Ward 10 ainsi qu'un film d'horreur "Curse of the Crimson Altar" avant d'arrêter leur partenariat. 
Haisman continuera sa carrière seul et sera scénariste et "script editor" (responsable des scénarios dont le rôle est d'unifier l'action d'une série) de The Onedin Line, "Howards' Way" et "Swallows and Amazons Forever!"
Dans les années 1980, il adapte le comic book "Jane" pour la BBC, avec la série "Jane" en 1982, puis "jane in the Desert" en 1984. La série connaîtra aussi une adaptation cinématographique avec "Jane and the Lost city" en 1987 avec Kirsten Hugues dans le rôle principal
Haisman meurt en octobre 2010 à Valence en Espagne (sa mort n'ayant été rapportée par la presse que le 9 décembre...) .

## Sources
- (en) Cet article est partiellement ou en totalité issu de l’article de Wikipédia en anglais intitulé « Mervyn Haisman » (voir la liste des auteurs).